# Habrolepis tergrigorianae
Habrolepis tergrigorianae är en stekelart som beskrevs av Trjapitzin 1962. Habrolepis tergrigorianae ingår i släktet Habrolepis och familjen sköldlussteklar.
Artens utbredningsområde är:
- Iran.
- Armenien.
- Turkmenistan.
- Uzbekistan.

Inga underarter finns listade i Catalogue of Life.